# Tancarville
Tancarville is een gemeente in het Franse departement Seine-Maritime (regio Normandië) en telt 1233 inwoners (2005). De plaats maakt deel uit van het arrondissement Le Havre. De brug Pont de Tancarville over de Seine bevindt zich hier.

## Geografie
De oppervlakte van Tancarville bedraagt 7,4 km², de bevolkingsdichtheid is 166,6 inwoners per km².
De onderstaande kaart toont de ligging van Tancarville met de belangrijkste infrastructuur en aangrenzende gemeenten.

## Demografie
Onderstaande figuur toont het verloop van het inwonertal (bron: INSEE-tellingen).